# Zonotriche inamoena
Zonotriche inamoena là một loài thực vật có hoa trong họ Hòa thảo. Loài này được (K.Schum.) Clayton miêu tả khoa học đầu tiên năm 1967.